# (3) Juno
(3) Juno ist ein Asteroid des mittleren Hauptgürtels, der am 1. September 1804 vom deutschen Astronomen Karl Ludwig Harding an der Sternwarte Lilienthal bei Bremen entdeckt wurde. (3) Juno wurde nach ihrer Entdeckung ebenso wie die zuvor entdeckten Asteroiden (1) Ceres und (2) Pallas zunächst als vollwertiger Planet eingestuft. Erst nach 1847 wurde zwischen Asteroiden und Planeten unterschieden. (3) Juno ist deutlich kleiner als die anderen drei zu Beginn des 19. Jahrhunderts entdeckten Asteroiden, sie ist nur etwa der zwölftgrößte von allen.
Der Asteroid wurde benannt nach Juno, in der römischen Mythologie die Königin aller Götter, Tochter von Saturn und Ops, Frau von Jupiter, Mutter von Mars, Iuventas, Lucina und Vulcanus, Schwester von Ceres. Die Benennung erfolgte durch Carl Friedrich Gauß. Die früher für den Asteroiden verwendeten Symbole oder  stellen ein Zepter mit einem Stern dar.

## Wissenschaftliche Auswertung
Die Auswertung photometrischer Messungen lieferte bereits ab Mitte des 19. Jahrhunderts eine ungefähre Vorstellung von der Größe von (3) Juno. Nach ungünstigen Voraussetzungen bei ersten Versuchen im Juli und August 1895, den Durchmesser des Asteroiden mit einem Fadenmikrometer am 36-Zoll-Refraktor des Lick-Observatoriums in Kalifornien zu bestimmen, gelang dies bei fünf Gelegenheiten im September und Oktober 1900 am 40-Zoll-Refraktor des Yerkes-Observatoriums in Wisconsin. Aus den Messungen konnte ein Durchmesser von 193 km abgeleitet werden. Seit 1952 waren durch die British Astronomical Association mögliche Bedeckungen von Sternen durch die Kleinplaneten (1) Ceres, (2) Pallas, (3) Juno und (4) Vesta vorhergesagt worden, um Beobachtungen zu sammeln und die Durchmesser dieser Körper zu bestimmen. Die erste erfolgreiche Beobachtung einer solchen Bedeckung gelang am 19. Februar 1958 durch zwei Beobachter in Schweden. Es konnte daraus aber nur eine untere Grenze für den Durchmesser von (3) Juno von mindestens 113 km abgeleitet werden.
Mit Daten radiometrischer Beobachtungen im Infraroten am Mauna-Kea-Observatorium auf Hawaiʻi von 1972 und am Cerro Tololo Inter-American Observatory in Chile von 1974 wurden dann für (3) Juno Werte für den Durchmesser und die Albedo von 241 bzw. 265 km und 0,16 bzw. 0,13 bestimmt. Am 11. Dezember 1979 erfolgte eine Bedeckung des Sterns 9. Größe BD+00 2091 durch den Asteroiden (3) Juno. Dieses Ereignis konnte von mehreren Beobachtern in Hawaii, Kalifornien und Wisconsin beobachtet werden. Die Auswertung der Beobachtungen führte zu einem elliptischen Querschnitt des Asteroiden von (290 × 246) km, entsprechend einem effektiven Durchmesser von 267 ± 5 km. Aus Ergebnissen der IRAS Minor Planet Survey (IMPS) wurden 1992 Angaben zu Durchmesser und Albedo für zahlreiche Asteroiden abgeleitet, darunter auch (3) Juno, für die damals Werte von 233,9 km bzw. 0,24 erhalten wurden.
Radarastronomische Untersuchungen am 6. und 8. Februar 2002 am Arecibo-Observatorium bei 2,38 GHz ergaben einen effektiven Durchmesser von 265 ± 30 km. Aus einer Speckle-Interferometrie mit dem Telescopio Nazionale Galileo am Roque-de-los-Muchachos-Observatorium auf La Palma am 29. und 30. September 2002 wurde für (3) Juno ein Durchmesser von etwa 287 km abgeleitet. Es wurden dabei keine Anzeichen für eine Binarität gefunden. Eine Auswertung von Beobachtungen durch das Projekt NEOWISE im nahen Infrarot führte 2012 zu vorläufigen Werten für den Durchmesser und die Albedo im sichtbaren Bereich von 246,6 km bzw. 0,21. Millimeterwellen-Messungen am 19. Oktober 2014 mit den Radioteleskopen des Atacama Large Millimeter/submillimeter Arrays (ALMA) in Chile ergaben einen mittleren Durchmesser von 259 ± 4 km. Mit einer Auswertung von vier Sternbedeckungen durch den Asteroiden wurde in einer Untersuchung von 2020 ein mittlerer Durchmesser von 241,5 ± 12,7 km bestimmt.

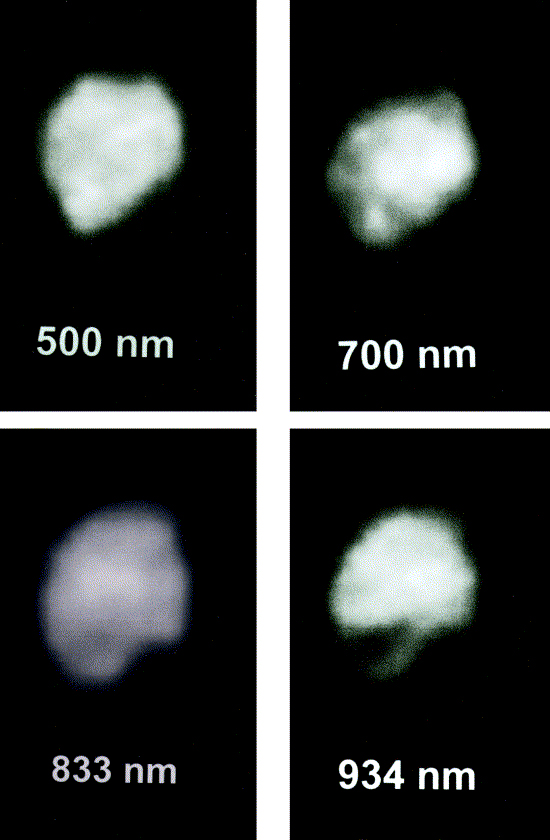
Aufnahmen von (3) Juno am Mount-Wilson-Observatorium vom 15. Oktober 1996

Am 15. Oktober 1996 wurden mit einem adaptiven Optiksystem am 2,5-m-Hooker-Teleskop des Mount-Wilson-Observatoriums in Kalifornien hochaufgelöste Aufnahmen des Asteroiden in verschiedenen Wellenlängenbereichen vom Grünen bis ins nahe Infrarot gemacht. Die Bilder zeigten spektrale Merkmale, die möglicherweise einen großen, relativ jungen Einschlag darstellen, der die grobkörnige, an Olivin und Pyroxen reiche Kruste des Asteroiden tief ausgehöhlt hat. Spektroskopische Beobachtungen von (3) Juno erfolgten am 7. Dezember 1996 mit dem Photopolarimeter ISOPHOT des Weltraumteleskops Infrared Space Observatory (ISO). Das Spektrum entsprach dem von gewöhnlichen Chondriten, die Oberfläche des Asteroiden besteht wahrscheinlich aus einer Mischung von Pyroxenen und Olivinen. Eine spektroskopische Untersuchung von 820 Asteroiden zwischen November 1996 und September 2001 am La-Silla-Observatorium in Chile ergab für (3) Juno eine taxonomische Klassifizierung als S- bzw. Sk-Typ. Weitere spektroskopische Untersuchungen des Asteroiden im nahen Infrarot am 7. November 2017 mit der Infrared Telescope Facility (IRTF) am Mauna-Kea-Observatorium bestätigten das Vorhandensein von Olivin und Pyroxen, typisch für Asteroiden des S-Typs. Das Mischungsverhältnis entspricht am ehesten dem von gewöhnlichen H-Chondriten mit hohem Eisengehalt.
Bereits kurz nach der Entdeckung von (3) Juno erwähnte der deutsche Astronom Heinrich Wilhelm Olbers in einem Brief vom 10. Oktober 1804 an Gauß: „Auch Juno zeigt einen sehr merklichen Lichtwechsel.“ Nachdem die Veränderlichkeit der Helligkeit von (3) Juno dann erneut 1917 und 1922 am Harvard-College-Observatorium in Massachusetts festgestellt worden war, erfolgten neue photometrische Beobachtungen vom 10. bis 28. Januar 1954 am McDonald-Observatorium in Texas. Aus den teilweise über mehrere Stunden laufenden Messungen konnte für den Asteroiden eine Rotationsperiode von 7,21 h abgeleitet werden. Weitere Beobachtungen wurden dann noch einmal am 14. Januar 1958 am gleichen Ort durchgeführt, die die Periode mit einem Wert von etwa 7,3 h bestätigten.
Nach photometrischen Messungen vom 16. Oktober bis 3. Dezember 1961 in China wurde eine Rotationsachse mit prograder Rotation und eine Periode von 7,2119 h bestimmt. Weitere Beobachtungen gab es am 11. Oktober 1970 am Kitt-Peak-Nationalobservatorium und vom 15. bis 20. Juni 1973 am Steward Observatory, beide in Arizona, im Umfeld der Beobachtung einer Sternbedeckung durch den Asteroiden (siehe oben) am 8. und 10. Dezember 1979 am Lowell-Observatorium in Arizona, sowie am 15. Oktober 1979 am Lowell-Observatorium und vom 12. November 1979 bis 14. März 1980 am Table Mountain Observatory in Kalifornien, woraus eine Rotationsperiode von 7,2107 h bestimmt wurde, während Messungen vom 7. bis 9. Februar und 12. bis 13. März 1980 am La-Silla-Observatorium rotationsabhängige Farbveränderungen feststellen sollten. Dabei wurde eine Rotationsperiode von 7,209 h bestimmt.
In den 1980er und 1990er Jahren gab es darüber hinaus weitere Untersuchungen, die aus den archivierten Lichtkurven ab 1954 Berechnungen mit unterschiedlichen Methoden zur Bestimmung meist von zwei alternativen Lösungen für die Position der Rotationsachse, des Drehsinns (immer prograd), der Rotationsperiode und der Achsenverhältnisse von dreiachsig-ellipsoidischen Gestaltmodellen durchführten. Dabei gab es immer wieder auch neue photometrische Beobachtungen, die weitere Lichtkurven lieferten, wie am 25. und 26. Oktober 1983 am Osservatorio Astronomico di Torino in Italien, vom 19. März bis 20. April 1985 am Perth-Observatorium in Australien, im Jahr 1985 mit dem Carlsberg-Meridiankreis am Roque-de-los-Muchachos-Observatorium (abgeleitete Periode 7,208 h), in 1983 und vom Juli bis September 1987 von mehreren Beobachtern der British Astronomical Association, am 31. Januar 1989 wieder am Osservatorio Astronomico di Torino (abgeleitete Periode 7,2095 h) sowie vom 3. bis 7. August 2000 am Okayama Observatory in Japan.
Aus 27 im Uppsala Asteroid Photometric Catalogue (UAPC) archivierten Lichtkurven der Beobachtungsjahre 1954 bis 1991 wurde dann in einer Untersuchung von 2002 erstmals ein dreidimensionales, sehr regelmäßiges Gestaltmodell berechnet. Es wurde dazu eine Rotationsachse mit prograder Rotation und eine Periode von 7,20953 h gefunden. Am 29. August 2004 und 12. Februar 2006 erfolgten Beobachtungen des Asteroiden mit einem adaptiven Optiksystem am Shane-Teleskop des Lick-Observatoriums in Kalifornien. Es wurde daraus eine Position der Rotationsachse mit prograder Rotation und die Abmessungen eines ellipsoidischen Gestaltmodells von (298 × 237 × 222) km bestimmt. Ein Vergleich mit Beobachtungen von zwei Sternbedeckungen durch den Asteroiden am 11. Dezember 1979 (siehe oben) und am 24. Mai 2000 zeigte in einer Untersuchung von 2011 eine gute Übereinstimmung mit dem zuvor berechneten Gestaltmodell. Es wurde außerdem ein mittlerer Durchmesser von 252 ± 29 km bestimmt.

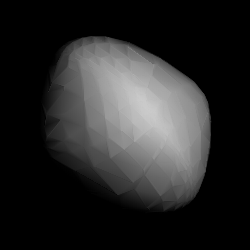
Berechnetes 3D-Modell von (3) Juno

Eine weitere Untersuchung von 2015 kombinierte Adaptive-Optik-Aufnahmen des Mount-Wilson-Observatoriums von 1996 (siehe oben), des Teleskops II am Keck-Observatorium auf Hawaiʻi von 2001 sowie des Very Large Telescope (VLT) am Paranal-Observatorium in Chile von 2010 bis 2015 mit Millimeterwellen-Messungen des Atacama Large Millimeter Array (ALMA) vom 19. Oktober 2014 (siehe oben), um daraus mit dem Algorithmus All-Data Asteroid Modeling (ADAM) ein dreidimensionales Gestaltmodell zu errechnen, das mit allen Ausgangsdaten gute Übereinstimmung zeigte. Es konnte dazu eine Position der Rotationsachse mit prograder Rotation und Dimensionen in drei Achsen von (282 × 249 × 220) km, entsprechend einem effektiven Durchmesser von 249 ± 5 km bestimmt werden. Auch die Auswertung von 38 vorliegenden Lichtkurven und weiteren Daten der Lowell Photometric Database führte in einer Untersuchung von 2016 erneut zur Erstellung eines dreidimensionalen Gestaltmodells mit einer eindeutigen Rotationsachse mit prograder Rotation und einer Periode von 7,20953 h.
Mit dem Weltraumteleskop Transiting Exoplanet Survey Satellite (TESS) konnten während dessen Durchmusterung des Südhimmels 2018 bis 2019 auch Objekte des Sonnensystems beobachtet werden. Dabei wurden auch die Lichtkurven von fast 10.000 Asteroiden aufgezeichnet. Für (3) Juno wurde aus Messungen etwa vom 15. bis 29. November 2018 eine Rotationsperiode von 7,20946 h erhalten.
Aus den photometrischen Daten der Jahre 1954–2015 in Verbindung mit Daten der Raumsonde Gaia wurde dann in einer Untersuchung von 2020 mit dem Algorithmus Shaping Asteroids with Genetic Evolution (SAGE) wieder ein Gestaltmodell mit einer eindeutigen Position für die Rotationsachse mit prograder Rotation und eine Rotationsperiode von 7,20953 h berechnet. Eine Anwendung thermophysikalischer Modelle ergab einen Wert für den Durchmesser von 254 ± 4 km, das Modell passte auch gut zu den Beobachtungsergebnissen der erwähnten Sternbedeckungen sowie einer weiteren vom 20. November 2014. Vom 26. bis 29. Juni 2021 wurden an verschiedenen spanischen Observatorien erneut photometrische Beobachtungen von (3) Juno durchgeführt. Aus der Lichtkurve wurde hier eine Rotationsperiode von 7,210 h abgeleitet.
Abschätzungen von Masse und Dichte für den Asteroiden (3) Juno aufgrund von gravitativen Beeinflussungen auf Testkörper hatten in einer Untersuchung von 2012 eine Masse von etwa 27,3·1018 kg ergeben, was mit einem angenommenen Durchmesser von etwa 242 km zu einer Dichte von 3,68 g/cm³ führte bei keiner Porosität. Diese Werte besitzen eine Unsicherheit im Bereich von ±16 %. Eine weitere Untersuchung von 2017 bestimmte die Masse von (3) Juno zu etwa 32,0·1018 kg mit einer Unsicherheit von ±7 %. Ein umfangreiches Programm der Europäischen Südsternwarte (ESO) zielte darauf ab, die 3D-Form und damit die Dichte von großen Hauptgürtel-Asteroiden zu ermitteln, um ihre Entstehung und Entwicklung besser zu belegen. Es wurden dazu mit dem adaptiven Optikinstrument SPHERE des Very Large Telescope (VLT) hochauflösende Bilder von 42 großen (D > 100 km) Hauptgürtel-Asteroiden aufgenommen, darunter auch (3) Juno. Neben hochaufgelösten Bildern des Asteroiden konnten in der finalen Auswertung 2022 unter anderem folgende Daten erfasst werden:
- Mittlerer Durchmesser 254 ± 2 km
- Abmessungen in drei Achsen (288 × 250 × 225) km
- Masse 27,0·1018 kg
- Dichte 3,15 g/cm³
- Albedo 0,20
- Rotationsperiode 7,209531 h
- Position der Rotationsachse mit prograder Rotation

Auswertungen von Gaia-DR3-Daten der Begegnung von (3) Juno mit dem kleinen Asteroiden (48718) 1996 RZ15 am 17. Januar 2018 bis auf etwa 86.400 km Abstand bei einer Relativgeschwindigkeit von 5,6 km/s bestätigten in einer Untersuchung von 2023 die Masse und Dichte mit Werten von 27,5·1018 kg bzw. 3,20 g/cm³.

## Juno-Familie
(3) Juno ist namensgebendes und größtes Mitglied einer Asteroidenfamilie mit ähnlichen Bahneigenschaften, wie eine Große Halbachse von 2,61–2,70 AE, eine Exzentrizität von 0,23–0,25 und eine Bahnneigung von 12,9°–13,8°. Taxonomisch handelt es sich um Asteroiden der Spektralklasse S, L und C, die mittlere Albedo liegt bei 0,21. Der Juno-Familie wurden im Jahr 2019 etwa 2400 Mitglieder zugerechnet, ihr Alter wurde auf 460 ± 110 Mio. Jahre geschätzt. Die Familie könnte entstanden sein, als ein Ursprungskörper von etwa 247 km Durchmesser von einem Impaktor mit einer Größe von mindestens 3 km getroffen wurde, wodurch er aber nur etwa 0,14 % seiner Masse verlor.